# Patsy Kelly
Patsy Kelly, pseudonimo di Bridget Sarah Veronica Rose Kelly (Brooklyn, 12 gennaio 1910 – Woodland Hills, 24 settembre 1981), è stata un'attrice statunitense di teatro, radio, cinema e tv.
È morta a 71 anni nel 1981 ed è stata sepolta nel Cimitero del Calvario a New York.

## Premi e riconoscimenti
- Per il suo contributo all'industria cinematografica, a Patsy Kelly è stata assegnata una stella della Hollywood Walk of Fame al 6669 di Hollywood Boulevard.[2]

## Filmografia parziale

### Cinema
- A Single Man, regia di Harry Beaumont (1929)
- The Grand Dame, regia di Arthur Hurley (1931) - cortometraggio
- Beauty and the Bus, regia di Gus Meins (1933) - cortometraggio
- Backs to Nature, regia di Gus Meins (1933) - cortometraggio
- Verso Hollywood (Going Hollywood), regia di Raoul Walsh (1933)
- Pura al cento per cento (The Girl from Missouri), regia di Jack Conway (1934)
- Canzoni appassionate (Go Into Your Dance), regia di Archie Mayo (1935)
- Ogni sera alle otto (Every Night at Eight), regia di Raoul Walsh (1935)
- Page Miss Glory, regia di Mervyn LeRoy (1935)
- Difendo il mio amore (Private Number), regia di Roy Del Ruth (1936)
- Radiofollie (Sing, Baby, Sing), regia di Sidney Lanfield (1936)
- L'amore bussa tre volte (There Goes My Heart), regia di Norman Z. McLeod (1938)
- Scegliete una stella (Pick a Star), regia di Edward Sedgwick (1938)
- Gioia di vivere (Merrily We Live), regia di Norman Z. McLeod (1938)
- La dama e il cowboy (The Cowboy and the Lady), regia di H.C. Potter (1938)
- Preferisco il manicomio (Road Show), regia di Hal Roach (1941)
- Bionda in paradiso (Topper Returns), regia di Roy Del Ruth (1941)
- Una gabbia di matti (Broadway Limited), regia di Gordon Douglas (1941)
- I dominatori (In Old California), regia di William C. McGann (1942)
- Non mangiate le margherite (Please Don't Eat the Daisies), regia di Charles Walters (1960)
- Il cielo è affollato (The Crowded Sky), regia di Joseph Pevney (1960)
- Il bacio nudo (The Naked Kiss), regia di Samuel Fuller (1964)
- Il castello delle donne maledette (The Gost in the Invisible Bikini), regia di Don Weis (1966)
- Rosemary's Baby - Nastro rosso a New York (Rosemary's Baby), regia di Roman Polański (1968)
- Tutto accadde un venerdì (Freaky Friday), regia di Gary Nelson (1976)
- Gli spostati di North Avenue (The North Avenue Irregulars), regia di Bruce Bilson (1979)

### Televisione
- 26 Men – serie TV, episodio 2x30 (1959)
- Pete and Gladys – serie TV, episodio 2x33 (1962)
- Sotto accusa (Arrest and Trial) – serie TV, episodio 1x01 (1963)
- La legge di Burke (Burke's Law) – serie TV, episodi 1x27-2x06 (1964)
- Selvaggio west (The Wild Wild West) - serie TV, episodi 2x04-2x28 (1966-1967)

## Doppiatrici italiane
- Franca Dominici in La dama e il cowboy
- Miranda Bonansea in Non mangiate le margherite
- Renata Marini in Il cielo è affollato
- Lydia Simoneschi in Rosemary's Baby - Nastro rosso a New York
- Gabriella Genta in Tutto accadde un venerdì, Gli spostati di North Avenue